# Vallkrassing
Vallkrassing (Lepidium heterophyllum) är en växtart i familjen korsblommiga växter.